# Bombardeig d'Alacant (1873)
El Bombardeig d'Alacant va tenir lloc el 27 de setembre del 1873 al marc de les insurreccions cantonalistes durant la Primera República Espanyola. Totes les baixes van ser causats al bàndol de la República.

## Antecedents
El Cantonalisme foren insurreccions populars que van tenir lloc durant la Primera República Espanyola quan ja les corts havien votat la república federal sota el govern Pi i Margall, en diverses localitats del País Valencià, d'Andalusia i de Múrcia (Cartagena), l'any 1873 amb objecte d'instaurar un règim federal per als antics estats històrics, les províncies i els municipis. Els insurgents volien que la proclamació dels cantons s'hauria d'acceptar com un fet consumat.
Alacant es distingí al segle xix per les seves tendències liberals però s'oposà al moviment cantonalista. Antonio Gálvez Arce, el 1873, mirà d'estendre el moviment cantonal a la ciutat, que se li va unir el 20 de juliol, però tan bon punt deixà la ciutat el 22 de juliol, aquesta tornà a obeir el govern.

## El bombardeig
El 16 de setembre de 1873, en ple setge de Cartagena les fragates Numancia i Méndez Núñez es fan a la mar per primera vegada durant la Revolució Cantonal, i acompanyades del vapor Ferran el Catòlic parteixen d'Alcoi en direcció a Águilas amb el brigadier Carreras i forces de desembarcament a bord. En la seva sortida són seguits per les fragates britàniques Swifesure i Invencible, la goleta Torch i la corbeta italiana Venècia. A la seva arribada a Águilas (dia 17) són rebuts amb trets de les forces de carrabiners, que, poc després, es retiren cap a Llorca.
Les tropes de desembarcament cantonals ocupen la ciutat i requisen una faluca carregada de queviures i 20.000 pessetes en metàl·lic. Davant el temor que els desembarcat cantonals poguessin avançar cap a Lorca, Martínez Campos envia reforços a aquesta ciutat. El 19 de setembre de 1873, les fragates i el vapor Ferran el Catòlic van sortir d'Aguilas en direcció a Alacant. Davant la negativa de les autoritats alacantines a tornar a unir-se a la Revolució Cantonal, els cantonals els amenacen de bombardejar. Organitza la defensa de la ciutat el seu governador militar, el general Francisco Canaleta, qui instal·la diverses bateries al port, a la zona de Porta Nova. Francisco de Ceballos y Vargas, el capità general de València, arriba el 26 de setembre poc després que reembarquessin els 200 homes que van prendre el centre de la ciutat el dia anterior.
Dissabte 27 de setembre: a les sis del matí l'esquadra cantonal inicia el bombardeig contra les escasses defenses d'Alacant (bateries de convidats Nova al moll i contramoll i castell de Santa Bàrbara). Després de cinc hores de bombardeig, en els que les fragates cantonals van efectuar 590 trets contra les defenses alacantines, les fragates lleven àncores i es dirigeixen a Alcoi. El resultat final serien nou morts i quaranta ferits entre les forces del Govern, i cap baixa i escassos desperfectes a bord de les fragates cantonals.